# Морган, Крис
Крис Морган (англ. Chris Morgan) — американский сценарист и продюсер. Родился в Чикаго, штат Иллинойс, но прожил большую часть своей жизни в городке Форсайт, Джорджия. Имеет пять братьев и сестер, один из них, Джереми Морган является актером. Его работы включают сценарии к фильмам «Форсаж 3», 4, 5 и 6, «Особо опасен» и предстоящая криминальная драма на телеканале FOX — «Преступные связи».

## Фильмография
| Год       | Название                          | Оригинальное название                 | Указан как                                     | Примечания  |
| --------- | --------------------------------- | ------------------------------------- | ---------------------------------------------- | ----------- |
| 2017      | «Мумия»                           | The Mummy                             | продюсер                                       |             |
| 2017      | «Форсаж 8»                        | Furious 8                             | сценарист, исполнительный продюсер             |             |
| 2015      | «Форсаж 7»                        | Furious 7                             | сценарист                                      |             |
| 2015      | «Ватиканские записи»              | The Vatican Tapes                     | сценарист, продюсер                            |             |
| 2014      | «Преступные связи (телесериал)»   | Gang Related                          | создатель, сценарист и исполнительный продюсер |             |
| 2013      | «47 ронинов»                      | 47 Ronin                              | сценарист                                      |             |
| 2013      | «Форсаж 6»                        | Fast & Furious 6                      | сценарист и исполнительный продюсер            |             |
| 2011      | «Форсаж 5»                        | Fast Five                             | сценарист                                      |             |
| 2009-2010 | «Охотники за монстрами»           | The Troop                             | создатель, сценарист и исполнительный продюсер | 19 эпизодов |
| 2009      | «Форсаж 4»                        | Fast & Furious                        | сценарист                                      |             |
| 2008      | «Особо опасен»                    | Wanted                                | сценарист                                      |             |
| 2006      | «Тройной форсаж: Токийский дрифт» | The Fast and the Furious: Tokyo Drift | сценарист                                      |             |
| 2004      | «Сотовый»                         | Cellular                              | сценарист                                      |             |